# Aerothermodynamik
Die Aerothermodynamik ist ein wissenschaftliches Fachgebiet, das sich mit dem Wiedereintritt eines Raumflugkörpers in die Erdatmosphäre befasst. Wichtige Grundlagen liefern die Naturgesetze der Physik und der Chemie sowie mathematische Hilfsmittel. Darüber hinaus sind die Strömungsmechanik, die Thermodynamik und die Hyperschallaerodynamik von Bedeutung. Spezifische Berechnungsmethoden sind Molecular Dynamics (MD), die direkte Monte-Carlo-Simulationsmethode (DSMC), die Simulation der inneren Freiheitsgrade, der Luftchemie sowie der Gas-Oberflächenwechselwirkung. Anwendungen finden sich in der Luft- und Raumfahrt in der Entwicklung immer leistungsstärkerer und kostengünstigerer Technologien des Hitzeschutzes.